# Koudougou

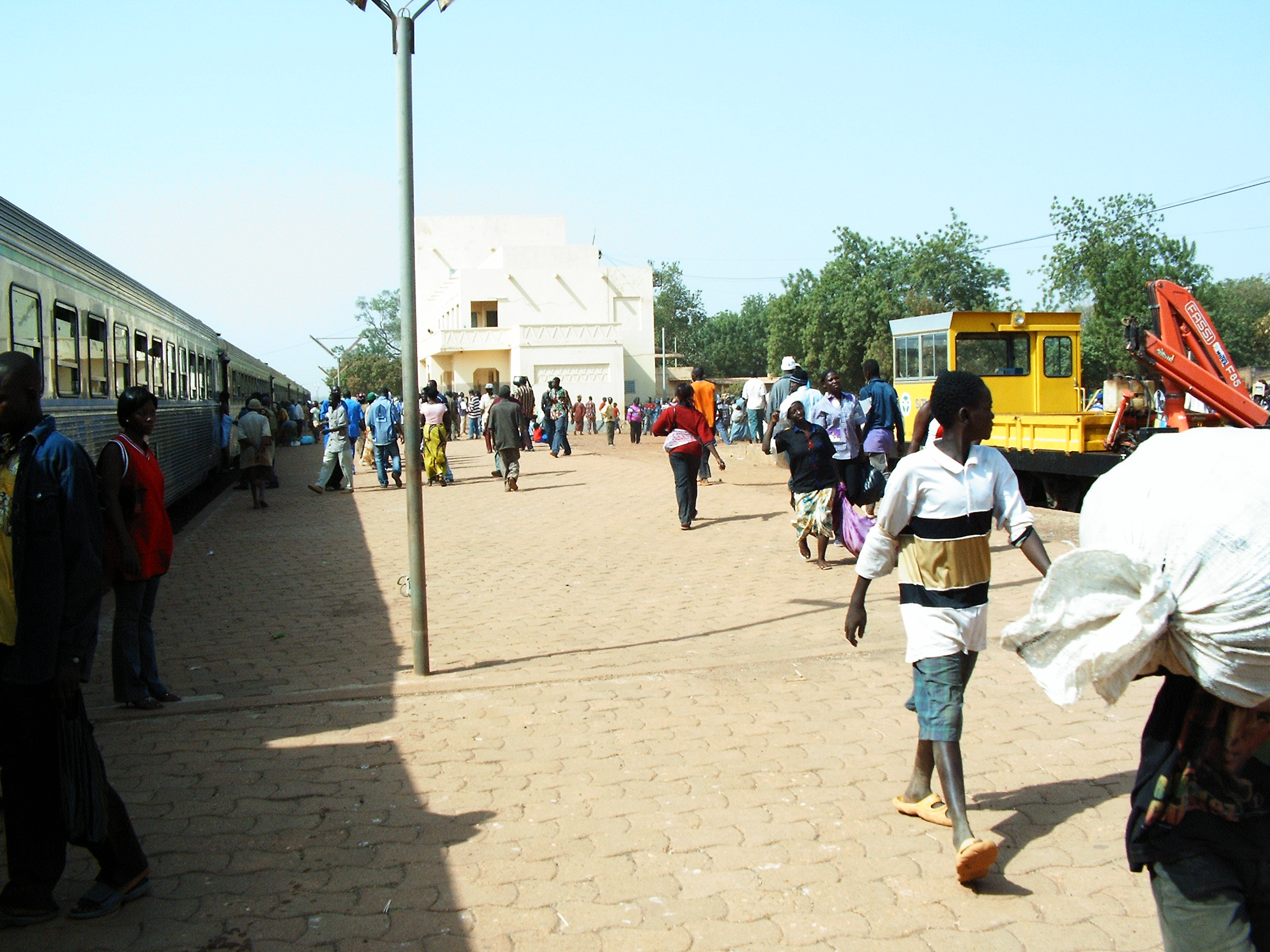
Localidad de Koundougou

Koudougou es una localidad de Burkina Faso. Capital de la provincia de Boulkiemdé, se encuentra unos 75 km al oeste de Uagadugú, capital nacional.

## Población
Se encuentra habitado principalmente por la etnia Mossi y tiene unos 131.825 habitantes en 2006.

## Economía local
Koudougou está situado en la única línea de ferrocarril de la ciudad y acoge varias industrias, como una fábrica de jabón, de mantequilla, algodón y varias fábricas textiles.

## Equipamientos
Desde febrero de 2007, existe un centro de servicios con escuelas y talleres de formación profesional, productoras de televisión, salas de exposiciones, centro comercial, etc.